# Paráfrase
Uma paráfrase é uma nova afirmação do sentido de um texto ou passagem usando outras palavras. O termo em si é derivado do latim paraphrasis, do grego antigo παράφρασις, cujo significado é "maneira adicional de expressar-se".
Uma paráfrase, normalmente, explica ou esclarece o texto que está sendo parafraseado. Por exemplo, "o sinal estava vermelho" pode ser parafraseado como "o trem não podia passar porque o sinal estava vermelho". Uma paráfrase é geralmente introduzida com verbum dicendi— expressão declaratória para sinalizar a transição para a paráfrase. Por exemplo, em "o sinal estava vermelho, isto é, o trem não podia passar," isto é, sinaliza a paráfrase que se segue.
A paráfrase pode tentar preservar o significado essencial do material a ser parafraseado. Assim, a re-interpretação (intencional ou não) de uma fonte para inferir um significado que não é explicitamente evidente na própria fonte se qualifica como "pesquisa inédita", e não como paráfrase.
O termo é aplicado para o gênero de paráfrases bíblicas, que foram as versões mais circuladas da Bíblia disponíveis na Europa medieval. Nelas, o objetivo não era o de compor uma exata representação do significado ou o texto completo, mas para apresentar o material da Bíblia em uma versão que fosse teologicamente ortodoxa e não-sujeita a interpretações heréticas, ou, na maioria dos casos, para tomar da Bíblia e apresentar, a um público mais vasto, material que fosse interessante, divertido e espiritualmente significativo, ou, simplesmente, para resumir o texto.
A frase "em suas próprias palavras" é muitas vezes usada dentro deste contexto para implicar que o escritor reescreveu o texto em seu próprio estilo de escrita - como eles teriam escrito, se tivessem tido a ideia. Hoje em dia, existem alguns modelos para aprender e reconhecer a paráfrase em textos de linguagem natural.